# Episodi di Big Hero 6 - La serie (seconda stagione)
La seconda stagione della serie animata Big Hero 6 - La serie è stata trasmessa sui canali statunitense Disney Channel dal 6 maggio 2019. In Italia è stata trasmessa su Disney Channel nel 2020, sarà anche pubblicata in Italia su Disney+ il 20 novembre 2020.
Bob Schooley, uno dei creatori, ha confermato che, a differenza della prima stagione, questa stagione è stata suddivisa in due parti, la prima parte intitolata City of Monsters e la seconda parte intitolata Fugitives.
| 26                                   | 1  | Internabout               | Informazioni su                     | 6 maggio 2019     | 2020 |
| 27                                   | 2  | Seventh Wheel             | La settima ruota                    | 7 maggio 2019     | 2020 |
| 28                                   | 3  | Prey Date                 | Appuntamento con la preda           | 8 maggio 2019     | 2020 |
| 29                                   | 4  | Something's Fishy         | Qualcosa di sospetto                | 9 maggio 2019     | 2020 |
| 30                                   | 5  | Nega-Globby               | Nega-Viscidino                      | 10 maggio 2019    | 2020 |
| 31                                   | 6  | The Fate of the Roommates | Il destino dei coinquilini          | 13 maggio 2019    | 2020 |
| 32                                   | 7  | Muira-Horror!             | I boschi dell'orrore                | 14 maggio 2019    | 2020 |
| 33                                   | 8  | Something Fluffy          | Qualcosa di soffice                 | 15 maggio 2019    | 2020 |
| 34                                   | 9  | Supersonic Sue            | Causa supersonica                   | 16 maggio 2019    | 2020 |
| 35                                   | 10 | Lie Detector              | Rilevatore di bugie                 | 17 maggio 2019    | 2020 |
| 36                                   | 11 | Write Turn Here           | Scrivi Gira qui                     | 3 settembre 2019  | 2020 |
| 37                                   | 12 | City of Monsters: Part 1  | La città dei mostri (prima parte)   | 4 settembre 2019  | 2020 |
| 38                                   | 13 | City of Monsters: Part 2  | La città dei mostri (seconda parte) | 5 settembre 2019  | 2020 |
| Seconda parte: Fugitives (Fuggitivi) |    |                           |                                     |                   |      |
| 39                                   | 14 | Mini-Maximum Trouble      | Mini-massimo problema               | 6 settembre 2019  | 2020 |
| 40                                   | 15 | El Fuego                  | El Fuego                            | 9 settembre 2019  | 2020 |
| 41                                   | 16 | The Globby Within         | L'altro Viscidino dentro di me      | 10 settembre 2019 | 2020 |
| 42                                   | 17 | Hardlight                 | Luce forte                          | 11 settembre 2019 | 2020 |
| 43                                   | 18 | The Present               | Il regalo                           | 7 dicembre 2019   | 2020 |
| 44                                   | 19 | Hiro the Villain          | Hiro il cattivo                     | 4 gennaio 2020    | 2020 |
| 45                                   | 20 | Portal Enemy              | Nemico portatile                    | 11 gennaio 2020   | 2020 |
| 46                                   | 21 | Fred the Fugitive         | Fred il fuggitivo                   | 18 gennaio 2020   | 2020 |
| 47                                   | 22 | Major Blast               | Mega esplosione                     | 25 gennaio 2020   | 2020 |
| 48                                   | 23 | Fear Not                  | Niente paura                        | 9 febbraio 2020   | 2020 |
| 49                                   | 24 | Legacies: Part 1          | Eredità (prima parte)               | 16 febbraio 2020  | 2020 |
| 50                                   | 25 | Legacies: Part 2          | Eredità (seconda parte)             | 16 febbraio 2020  | 2020 |

## Informazioni su
Dopo la morte di Obake, i Big Hero 6 vengono visti sotto una luce più positiva e sono diventati eroi nazionali per aver salvato San Fransokyo. Quando il crimine non chiama, i Big Hero 6 continuano le loro vite normali proseguendo con la scuola. Nel frattempo, Noodle Burger Boy e Trina, due invenzioni di Obake, decidono di allearsi insieme e vendicarsi dei Big Hero 6. Attaccano così il fast food di cui un tempo Noodle Burger Boy era la mascotte e dopo l'attacco, la notizia viene annunciata ai telegiornali. Anche i Big Hero 6 vengono a sapere dell'attacco, e decidono di intervenire per fermare Noodle Burger Boy e Trina. Dopo la battaglia però, i Big Hero 6 vengono sconfitti e permettono a Noodle Burger Boy e Trina di fuggire. Quest'ultimi, dopodiché, decidono di attaccare la Krei Tech, dove Noodle Burger Boy è stato costruito. Anche stavolta i Big Hero 6 arrivano, ma ancora una volta Noodle Burger Boy e Trina hanno la meglio, e catturano Krei e Baymax, portandoli poi nella fabbrica di Noodle Burger e tenendoli in ostaggio. Fortunatamente, i Big Hero 6 riescono a salvare Krei e Baymax e sconfiggere Noodle Burger Boy e Trina, anche se quest'ultimi riescono a fuggire.

## La settima ruota
Momokase ritorna sulla scena compiendo diversi furti, tra cui uno a casa di Fred. I Big Hero 6 decidono così di anticiparla nel suo prossimo furto in un ristorante di lusso, ma falliscono nel tentativo di impedirlo, e Baymax, che l'affronta, viene trafitto al petto dalla sua stessa spada di ali dopo aver attivato la modalità Overdrive, così perde la lotta e ne esce scarico e gravemente danneggiato. Fortunatamente, Hiro riesce a riparare Baymax e dopodiché il gruppo escogita un piano per fermare Momokase, che vuole rovinare una festa organizzata da Alistair Krei. Il gruppo riesce a sconfiggere Momokase, che però fugge.

## Appuntamento con la preda
Hiro, Baymax e Fred vogliono investigare su Orso Knox, un miliardario di San Fransokoyo che a causa di un esperimento, è diventato un mostro incontrollabile. Aiutati da Karmi, una compagna di classe di Hiro, i quattro scoprono che Knox è tenuto sotto controllo in una parte vietata della Sycorax, la grande industria della scienziata Liv Amara. Arrivati lì, i quattro liberano accidentalmente Knox, che stordisce Karmi, Fred e Baymax e cattura Hiro. Fred chiama poi Wasabi, Honey Lemon e Gogo, che insieme a Baymax, riescono a rintracciare Hiro e Knox, sconfiggendo quest'ultimo e salvando il ragazzo. Knox viene poi rispedito alla Sycorax, dove riescono a trovare una cura per lui, facendolo tornare umano.

## Qualcosa di sospetto
Le alta tensione evadono dalla prigione, e tornano sulla scena compiendo un furto alla banca. I Big Hero 6 si precipitano nella missione, ma scoprono che, rispetto alle altre volte, le alta tensione sono diventate più potenti: perciò i Big Hero 6 vengono sconfitti, permettendo alle alta tensione di fuggire. Mentre il resto del gruppo cerca di scoprire per quale motivo le alta tensione sono diventate più potenti, Hiro comincia ad uscire con Megan, la sua nuova compagnia di classe. Quella sera stessa, Hiro accompagna Megan al ballo di scuola, dove qui trova anche le alta tensione, contattando così gli altri che sopraggiungono e iniziano a combattere. Dopo aver portato al sicuro Megan, Hiro si unisce alla lotta, dove riescono a sconfiggere le alta tensione, ma quest'ultime fuggono.

## Nega-Viscidino
Viscidino vuole cercare un lavoro, ma viene rifiutato da tutti i posti in cui è venuto per essere assunto. Per aiutarlo, Hiro riesce a convincere sua zia Cass a dargli un lavoro, ma Viscidino combina solo pasticci. Così, Viscidino chiede aiuto a Honey Lemon, che è diventata la sua migliore amica, a trovare una cura affinché possa farlo tornare umano. Honey Lemon riesce a trovare la cura, che fa tornare Viscidino in un umano. Nel frattempo, però, compare un nuovo supercattivo simile a Viscidino prima della ritrasformazione in un umano, e i Big Hero 6 intervengono per fermarlo, venendo tuttavia sconfitti. Viscidino arriva, e capendo che i suoi amici hanno bisogno di lui e si rende conto che la sua vita precedente era molto più bella rispetto a ora che è un umano, ruba la borsa di Honey Lemon, la distrugge e dal suo contenuto esce gelatina viola che fa ritrasformare Viscidino alla sua versione precedente, e dopo aver ingaggiato uno scontro con l'altro mostro di gelatina, riesce ad ucciderlo salvando anche la città. Da quel momento, Viscidino viene visto dagli occhi di tutti i cittadini come un eroe.

## Il destino dei coinquilini
In città compaiono alcuni vandali che guidano macchine proibite ad alta velocità, e i Big Hero 6 intervengono per fermargli. Fermata una delle macchine, il gruppo non trova nessun pilota all'interno, ma trovano una spilla viola. Grazie a Crimine Carl, un amico di Viscidino, il gruppo scopre che le macchine in realtà sono guidati da piloti che si trovano in un'altra zona, e scoprono che si trattano del signor Scintilla e di Yama. Fred, con il suo nuovo costume capace di renderlo invisibile, e Heatcliff, il suo maggiordomo, entrano sotto copertura in una delle basi di Yama, dove Heatcliff, spacciandosi per un ricco commerciante, dà a Yama e al signor Scintilla una borsa piena di soldi, che quest'ultimi la mettono al sicuro in una cassaforte. Mentre un'altra gara condotta dal signor Scintilla (dove Heatcliff partecipa) inizia, il resto del gruppo sorprende Yama e lo prende sotto custodia, dandolo poi alla polizia. Nel frattempo, gli altri piloti vengono eliminati, e restano così Heatcliff e il signor Scintilla, dove Heatcliff perde e il signor Scintilla cerca di scappare con i soldi. Go Go lo insegue grazie alla sua nuova moto, ma in ogni caso il signor Scintilla riesce a fuggire con i soldi.

## I boschi dell'orrore
Hiro e Go Go accompagnano Krei ai boschi di Muirahara per fare una ricerca. Arrivati nel bosco, si imbattono in un gigantesco lupo nero, e i tre cominciano a fuggire dal mostro, e nel corso della fuga Go Go si rompe una caviglia. Fortunatamente, il trio riesce ad uscire dai boschi, ma il mostro riesce comunque ad inseguirli fino a San Fransokoyo. Lì, vengono aiutati anche dagli altri, che iniziano a combatterlo, e nel corso della battaglia che ne segue, al mostro gli va via una piccola spilla, e il mostro si ritrasforma umano, e il gruppo si rende conto che il mostro era in realtà Ned Ludd. In seguito, Hiro e Go Go riaccompagnano Ned nei boschi, e si interrogano di chi è la spilla e chi possa aver fatto trasformare Ned in un mostro.

## Qualcosa di soffice
In città compaiono dei piccoli esseri verdi carini che tutti cominciano ad affezionarci, tra cui anche i Big Hero 6, tranne Hiro che ha un dubbio su di loro: infatti poco dopo i piccoli esseri verdi diventano dei grandi mostri, e i Big Hero 6 intervengono, scoprendo che il responsabile di tutto questo è il signor Scintilla, che ordina poi agli esseri verdi di distruggere la città. I Big Hero 6, aiutati da Liv Amara e dagli uomini della Sycorax, riescono a far tornare i grandi esseri verdi piccoli e sconfiggono il signor Scintilla, che tuttavia fugge.

## Causa supersonica
In città compare una nuova supercriminale con gli stessi poteri di Go Go, solamente più potente e più veloce. I Big Hero 6 giungono per fermarla, ma vengono sconfitti. Successivamente, il gruppo scopre che la supercriminale, che si chiama Supersonic Sue, era una delle vecchie nemiche del papà di Fred. Nel frattempo, Supersonic Sue si reca alla prigione di massima sicurezza per supercriminali della città e libera il Barone Von Vapor. Dopodiché, i due contattano i Big Hero 6, facendoli cadere in una trappola in una vecchia fabbrica della città. Anche se sconfitti, gli eroi vengono salvati dal papà di Fred, nei panni di un supereroe, che sconfigge Supersonic Sue e il Barone Von Vapor.

## Rilevatore di bugie
Dopo aver sconfitto numerose minacce, Hiro e la sua squadra cominciano a sospettare che ci sia un nuovo grande nemico dopo Obake. Hiro e Baymax iniziano così ad inseguire Liv Amara, che secondo il gruppo è lei la principale sospettata, ma i due devono interrompere la loro ricerca dopo essere stati informati dal gruppo che il signor Scintilla si è alleato con le alta tensione per prendere dell'oro. Sventata la minaccia, Hiro e Baymax si recano alla Sycorax, e scoprono che non è Liv Amara il nuovo nemico di San Fransokyo. Poche ore dopo, appare un enorme mostro con le fattezze di un orso grande e verde che sta cercando di rapinare la banca. I Big Hero 6 intervengono, e riescono a sconfiggere l'orso, anche se questi riesce a fuggire con l'oro rubato.

## Scrivi Gira qui
Noodle Burger Boy e Trina intendono creare un'arma per cercare di sconfiggere i Big Hero 6. Tuttavia, non hanno i pezzi necessari per crearla, ed è così che Trina manda Noodle Burger Boy per prendere i restanti pezzi. Noodle Burger Boy cerca così di prendere prima i pezzi alla Krei Tech, ma viene sconfitto dai Big Hero 6. Successivamente, va alla scuola dei protagonisti per prendere i pezzi, ma anche qui fallisce. Poi cerca di prendere i pezzi al porto, ma viene sconfitto ancora una volta. E infine, utilizza il Kentucky Kaiju per prendere i pezzi, ma per ironia della sorte, sono i Big Hero 6 a trionfare e Noodle Burger Boy a perdere.

## La città dei mostri
Hiro comincia a lavorare sulle nuove uniformi della squadra. Quando deve finire l'uniforme di Baymax, Hiro ritorna nel suo laboratorio a scuola trovando lì Karmi, che grazie a Hiro riesce a terminare un progetto affidatole da Liv Amara. Poco dopo, Hiro viene contattato dal resto del gruppo che il signor Scintilla ha rapito Wendy Wower, così Hiro raggiunge gli altri, pronti a lottare contro Scintilla. Peccato che quest'ultimo chiama in suo aiuto Momokase e Orso Knox, che è tornato nella sua forma da mostro. Fortunatamente, i Big Hero 6, con le loro nuove uniformi, riescono a sconfiggere i tre criminali e salvare la Wower. Tornato a casa, Hiro viene contattato da Karmi, che gli dice che Liv l'ha catturata, e così Hiro e Baymax si recano alla Sycorax, dove vengono però intercettati da Knox. Mentre Baymax combatte contro Knox, Hiro raggiunge Karmi ma la ragazza è stata trasformata in una specie di mostro che rapisce il ragazzo e fugge. Nel frattempo, la città viene invasa da tutti i criminali affrontati fino ad ora dai Big Hero 6, e Go Go, Honey Lemon, Fred e Wasabi si precipitano. I quattro vengono però sconfitti e sono ormai convinti che hanno perso, ma per fortuna Mini-Max aveva chiamato Ned Ludd, che riesce a sconfiggere tutti i criminali. Con i criminali sconfitti, Go Go, Honey Lemon, Fred e Wasabi si precipitano alla Sycorax, dove riescono a salvare Hiro e Baymax e scoprono che tutto quello che era successo fino ad ora era successo per colpa di Liv. Così, quest'ultima viene arrestata e di conseguenza la Sycorax fallisce, mentre Hiro e la squadra vanno a festeggiare la vittoria.

## Mini-massimo problema
Hiro viene contattato da Megan, il quale lo informa che vuole scoprire le vere identità dei Big Hero 6. Hiro, conscio che questo creerà dei problemi per la squadra, accetta lo stesso di aiutare la ragazza con il suo progetto, riuscendo però a metterle i bastoni tra le ruote e impedendole di scoprire le identità dei Big Hero 6. Nel frattempo, Fred viene rapito da Mini-Max, che a seguito di un incidente ha perso la testa ed è diventato cattivo. Il resto della squadra riesce ad acquisire la posizione di Fred e Mini-Max e dopo una dura battaglia, Mini-Max viene messo fuori gioco, e Hiro riesce a ripararlo e farlo tornare come prima.

## El Fuego
I Big Hero 6 cominciano a frequentare una serie di partite di wrestling, al quale partecipa anche lo sfidante del momento, El Fuego. Una notte, durante un incontro, El Fuego bara così da poter vincere, ma viene scoperto e viene così licenziato. Per vendicarsi allora, costruisce un'armatura enorme e arriva in città pronto a sfidare i Big Hero 6. Il gruppo arriva, ma quando El Fuego scopre che Baymax è un robot che non può combattere, ammette che Baymax è solo spazzatura e lo sfida ad un incontro. La cosa fa talmente arrabbiare Hiro che, conscio che Baymax non può appunto combattere, decide di costruire una copia di Baymax, controllata dal ragazzo all'interno. Hiro va poi all'incontro dove all'inizio sembra che le cose stiano andando per il meglio, ma poi le cose stanno andando per il peggio a Hiro. Fortunatamente, viene raggiunto dagli altri che riescono a sconfiggere El Fuego, che viene poi arrestato.

## L'altro Viscidino dentro di me
Dopo aver salvato la città, Viscidino sta passando il momento più bello della sua vita: infatti, non solo è amato dai cittadini per aver salvato San Fransokyo, ma ora ha persino una casa e un lavoro. Tutto questo però finisce quando il Viscidino malvagio creato da Liv Amara, prende il controllo del Viscidino buono e lo costringe a fare azioni cattive. Appena i Big Hero 6 vengono aggiornati sulla notizia, si recano da Viscidino e accettano di aiutarlo a superare questo problema. Dopo un po', il gruppo scopre che l'unico modo è liberare il Viscidino malvagio dal Viscidino buono e poi annientarlo. Il gruppo estrae il Viscidino malvagio, ma una volta libero attacca il gruppo, sconfiggendoli. L'unico in piedi è Viscidino, che dopo aver ingaggiato una lotta con il Viscidino malvagio, riesce ad ucciderlo, stavolta definitivamente. Con la situazione sistemata, Viscidino può tornare ad essere considerato di nuovo come un eroe.

## Luce forte
Il padre di Megan, la ragazza amica di Hiro nonché capitano della polizia di San Fransokyo, è disposto a tutti i costi a sapere chi sono i Big Hero 6, tipi che non vede di buon occhio, recandosi in tutti i posti in cui i Big Hero 6 sono andati più volte, cioè al San Fransokyo Institute of Technology, la Krei Tech e il bar di zia Cass. Nel frattempo, in città compare un nuovo supercriminale di nome Hardlight, un supercriminale che ha poteri simili a quello di un videogioco. La polizia cerca di fermare il criminale grazie ai bodyguard di sicurezza di Krei dati dal capitano, ma nonostante ciò, Hardlight ha la meglio e fugge. La polizia riesce a capire in anticipo quando avverrà il prossimo attacco di Hardlight, il San Fransokyo Art Museum,  e si reca sul posto. I Big Hero 6 si infiltrano nel posto e cercano di fermare Hardlight, ma quest'ultimo riesce a sconfiggergli e fuggire rapendo il capitano. I Big Hero 6 acquisiscono la posizione di Hardlight e del capitano, e una volta sul posto vengono sfidati da Hardlight a giocare ad una sfida che come premio consisterà la liberazione del capitano, in caso mai i Big Hero 6 vinceranno la partita. Seppur con qualche difficoltà, i Big Hero 6 riescono a salvare il capitano e sconfiggere Hardlight, anche se quest'ultimo sparisce e ciò lascia intendere che Hardlight si farà rivedere presto.